# Wapen van Den Ham

Het wapen van Den Ham

Het wapen van Den Ham werd op 28 oktober 1898 per Koninklijk Besluit door de Hoge Raad van Adel aan de Overijsselse gemeente Den Ham toegekend. In 2001 is de gemeente Den Ham samengegaan met de buurgemeente Vriezenveen en is het gemeentewapen van Den Ham komen te vervallen. De nieuwe gemeente werd eerst nog Vriezenveen genoemd. Op 1 juni 2002 hernoemde de gemeente zich tot Twenterand en op 25 augustus 2003 werd een nieuw wapen van Twenterand verleend, dat uit elementen van beide wapens van de voormalige gemeenten is samengesteld. Zo keerde de gouden leeuw uit het wapen van Den Ham terug op het wapen van Twenterand.

## Blazoenering
De blazoenering van het wapen luidt als volgt:
Doorsneden; I effen goud; II gedeeld; a in azuur een omgewende leeuw van goud; b in azuur een adelaar van goud. Het schild omgeven door het randschrift GEMEENTEBESTUUR VAN DEN HAM.

## Verklaring

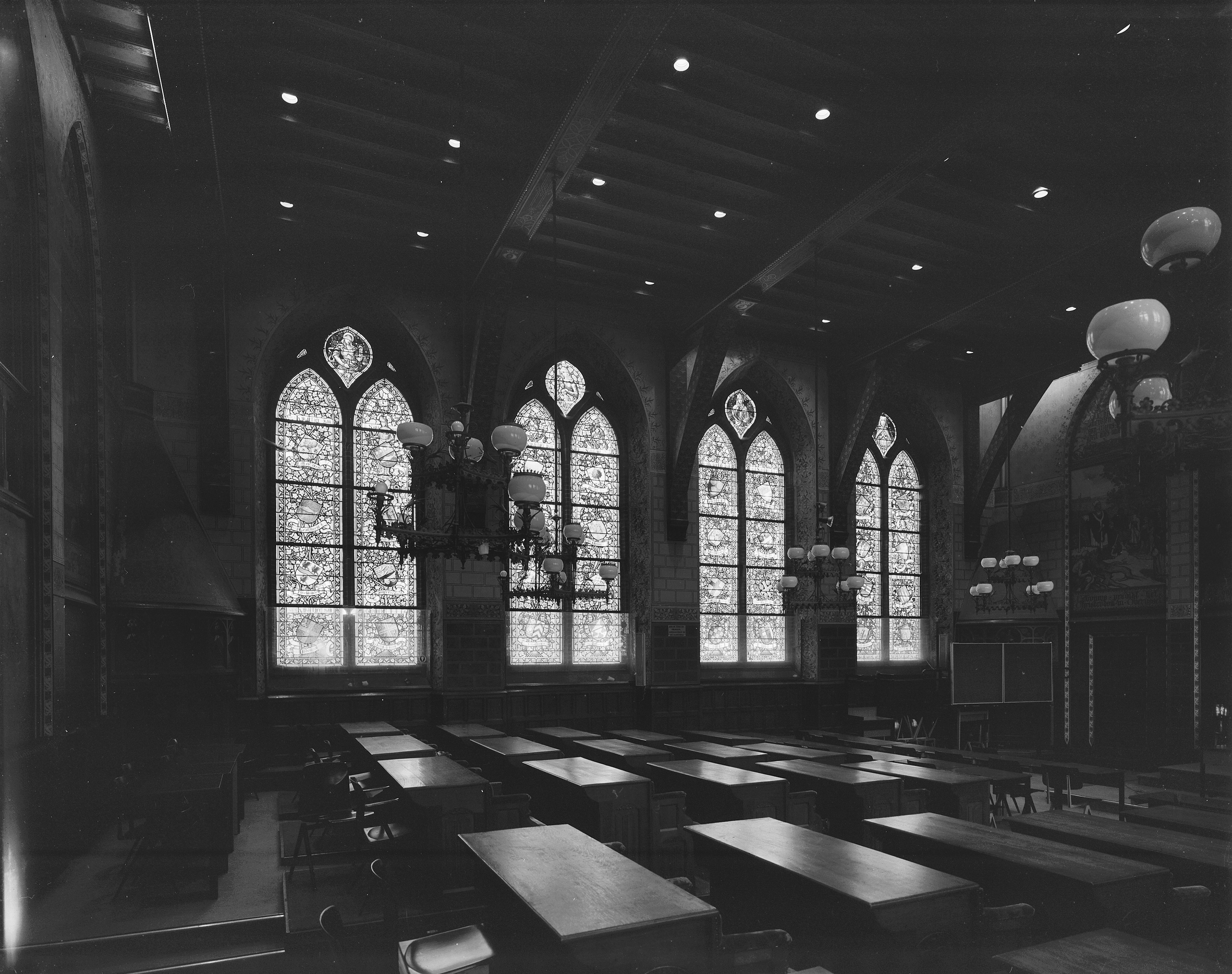
De glas in loodramen in het voormalige provinciehuis in Zwolle

De bouw van een nieuwe vergaderzaal voor de Staten van Overijssel eind 19e eeuw, waarin wapens van gemeenten opgenomen zouden worden in de ramen, leidde tot een (formele) aanvraag van een eigen wapen. Voor Den Ham een afzonderlijke gemeente werd, viel het eerst onder het schoutambt Ommen. Maar voor deze ambt liep toen ook een aanvraag voor een formeel wapen, waardoor het zijn wapen liet afleiden van het wapen van Stad Ommen.

## Verwante wapens

Wapen van Ambt Ommen
Wapen van Stad Ommen
Wapen van Twenterand